# ЛіАЗ 5292
ЛіАЗ 5292 — 12-метровий низькопідлоговий автобус, що випускається з 2004 року на Лікінському автобусному заводі. Нині випущено понад 180 автобусів ЛіАЗ 5292, більшість цих автобусів працюють у містах Росії. ЛіАЗ 5292 є наступником високопідлогового автобуса ЛіАЗ 5256; на базі ЛіАЗ 5292 було побудовано низькопідлоговий зчленований автобус-гармошку ЛіАЗ 6213, він почав випускатися з 2007 року серійно.

## Описання моделі

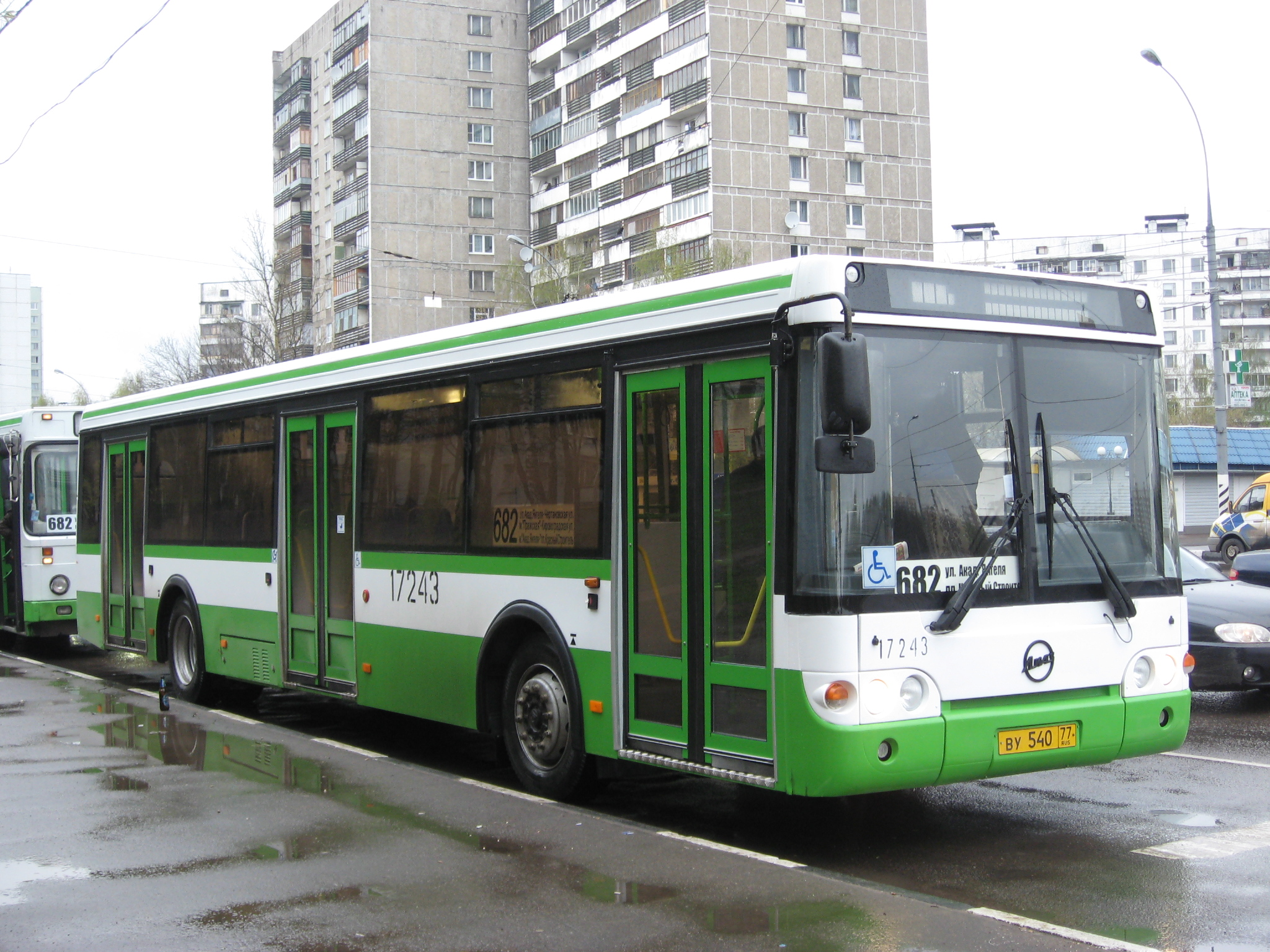
ЛіАЗ-5292.20

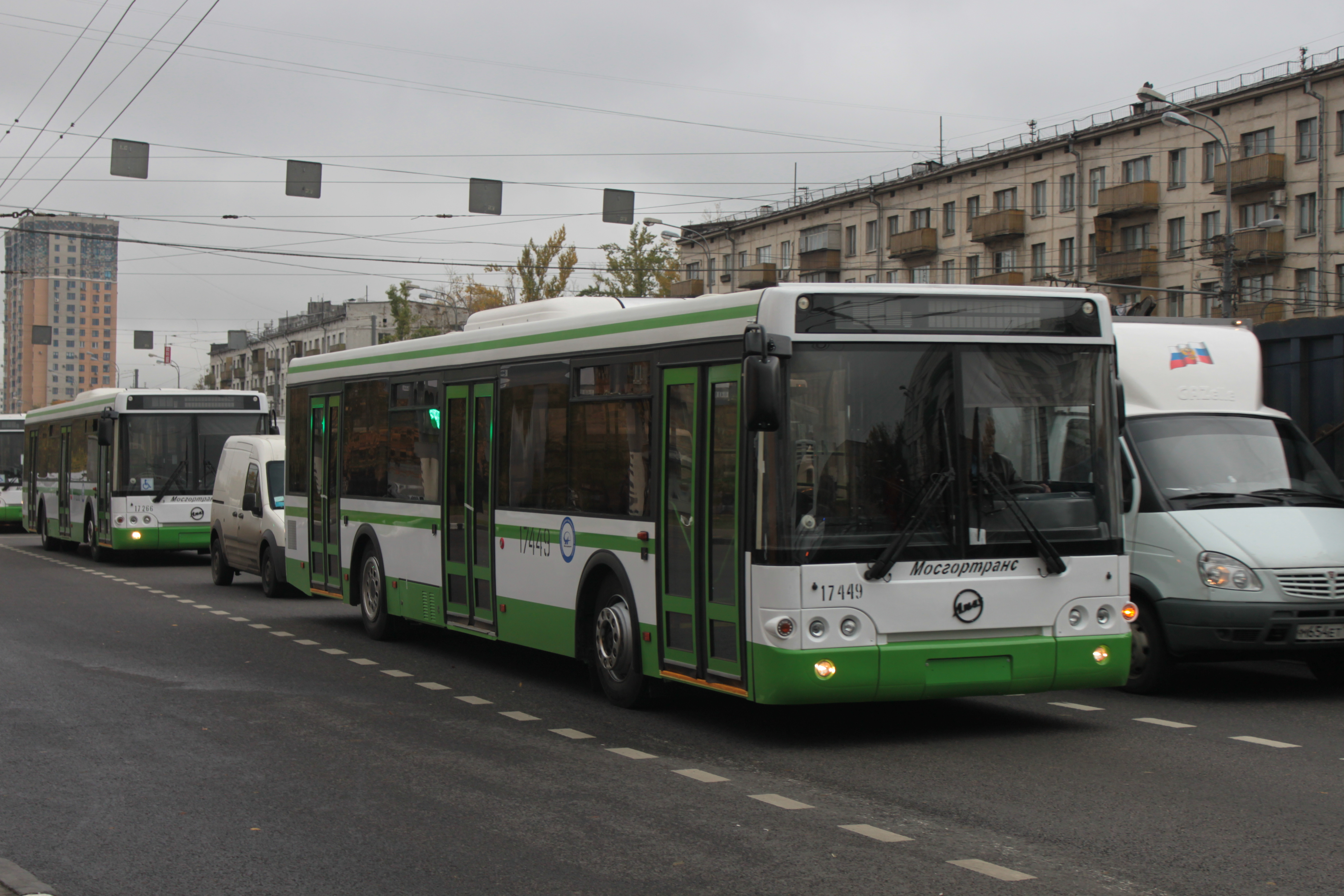
ЛіАЗ-5292.21

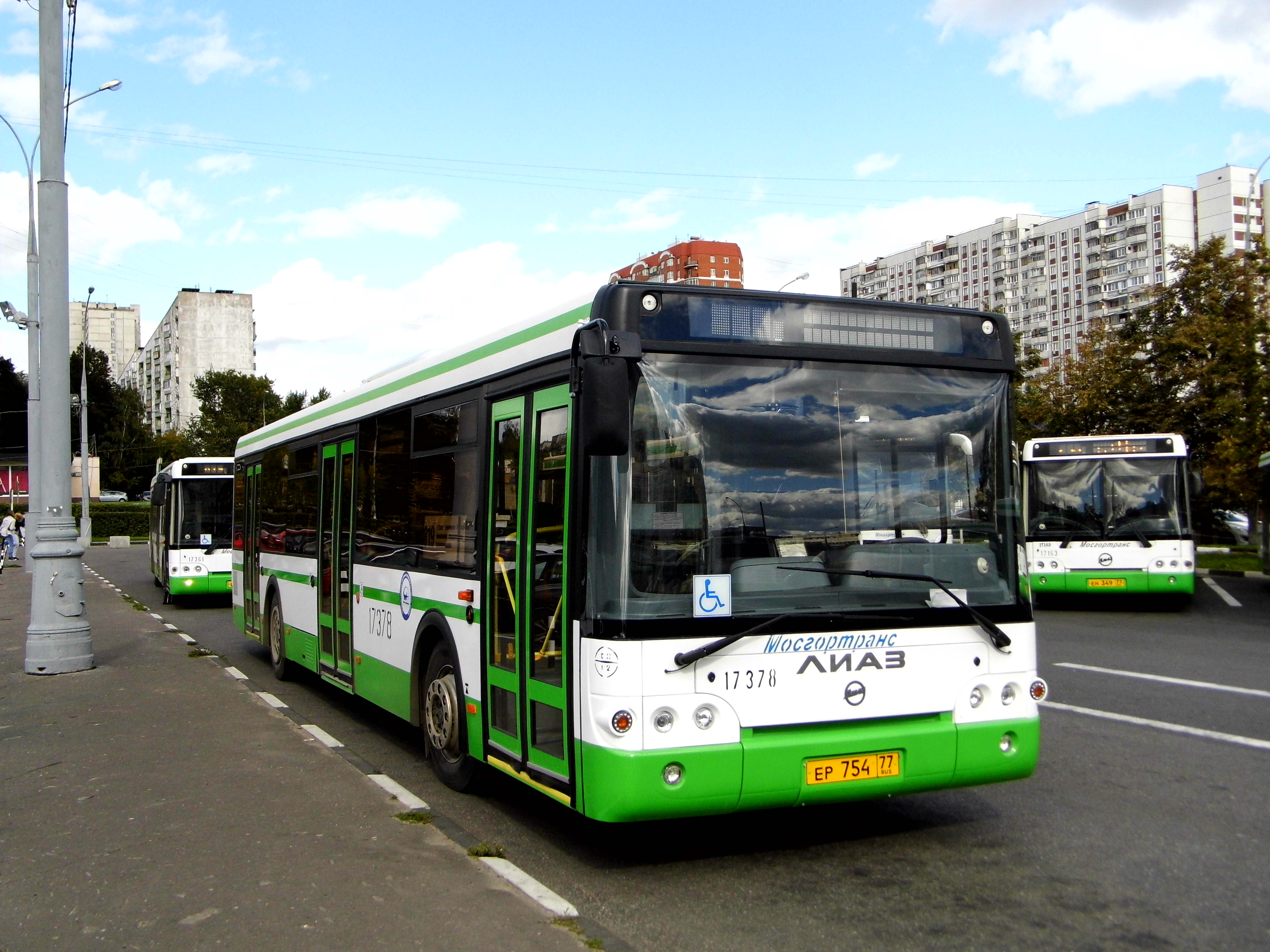
ЛіАЗ-5292.22

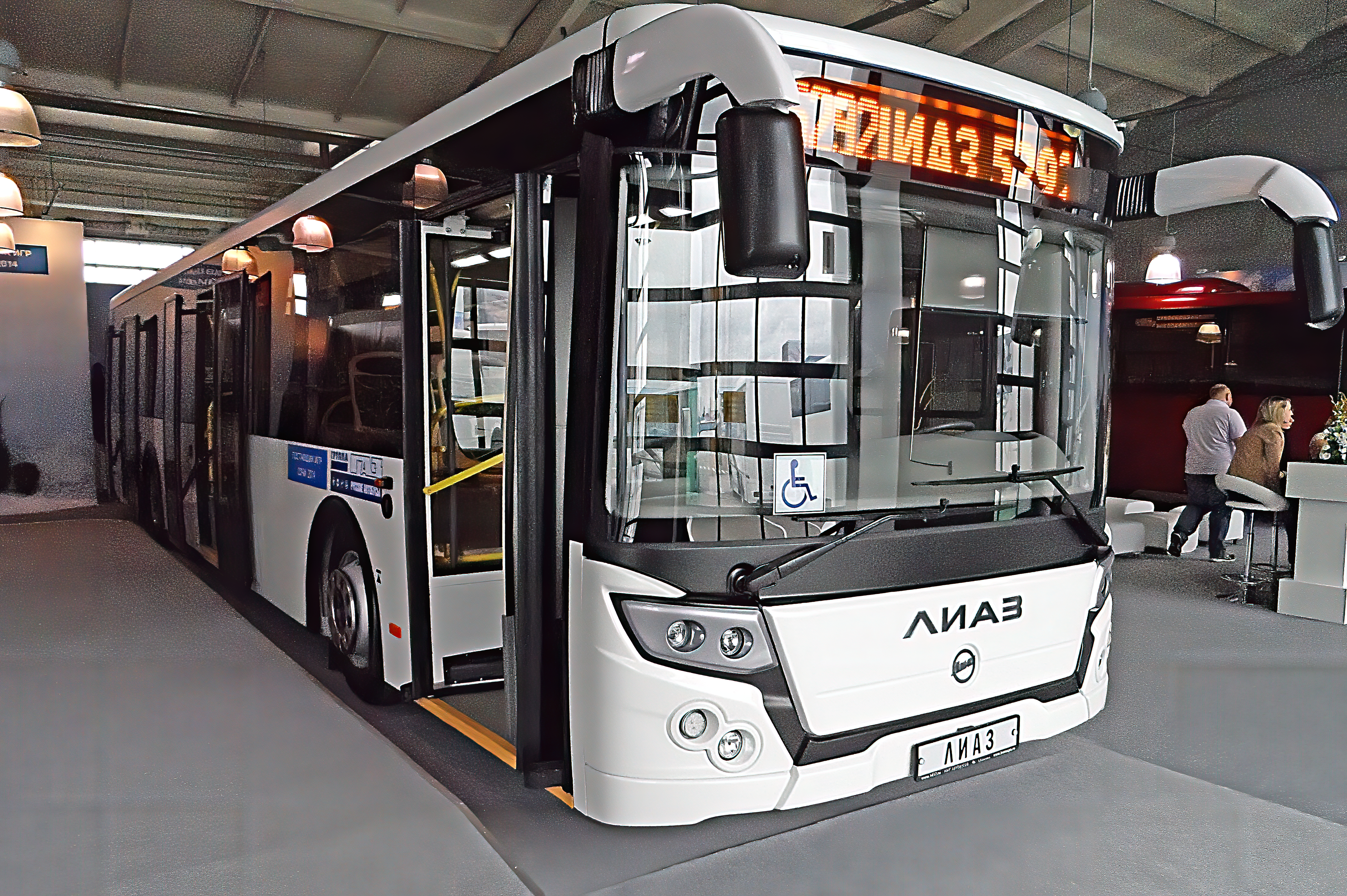
ЛіАЗ-5292.30 з двигуном Scania

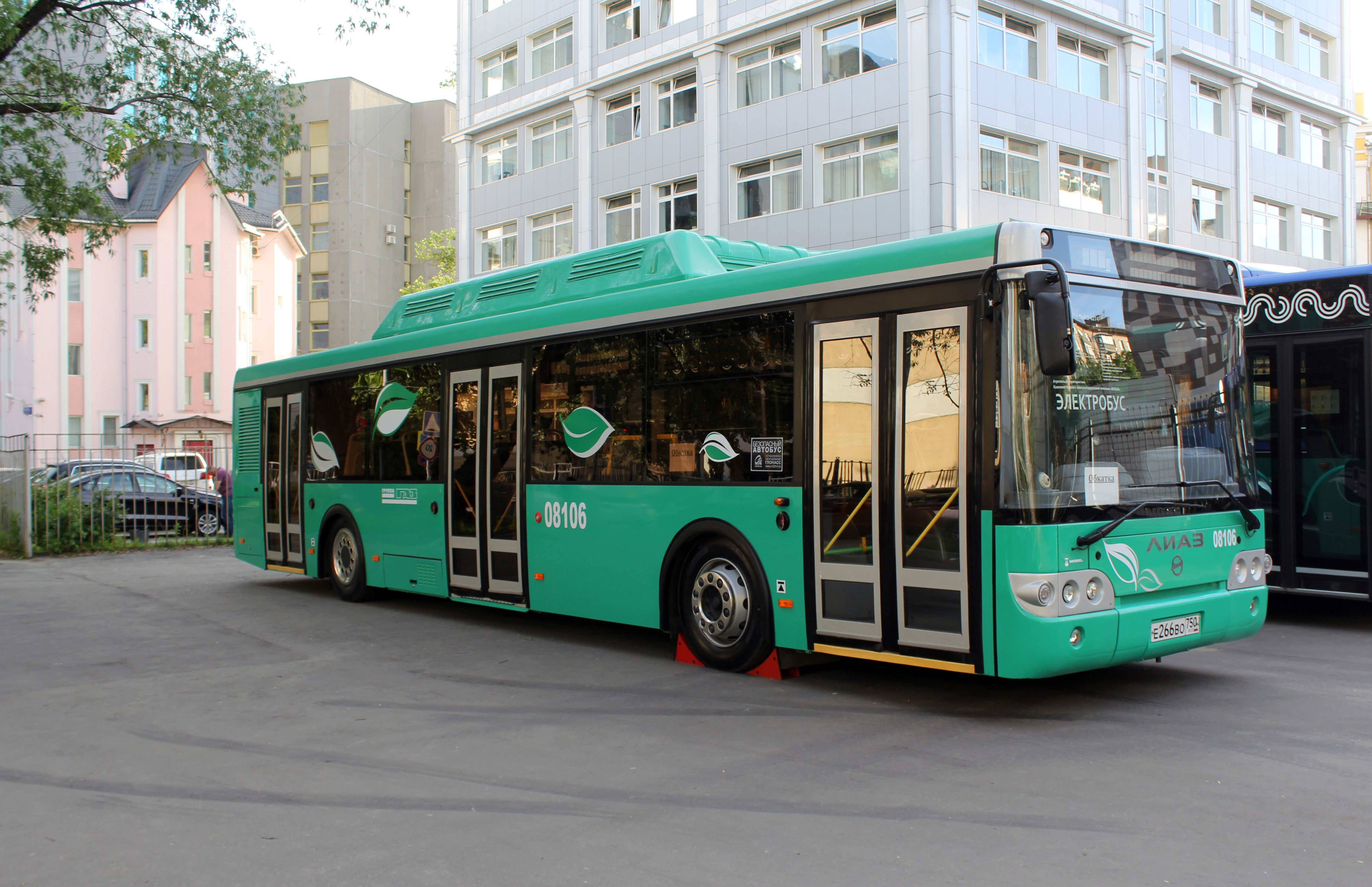
Електробус ЛіАЗ-6274

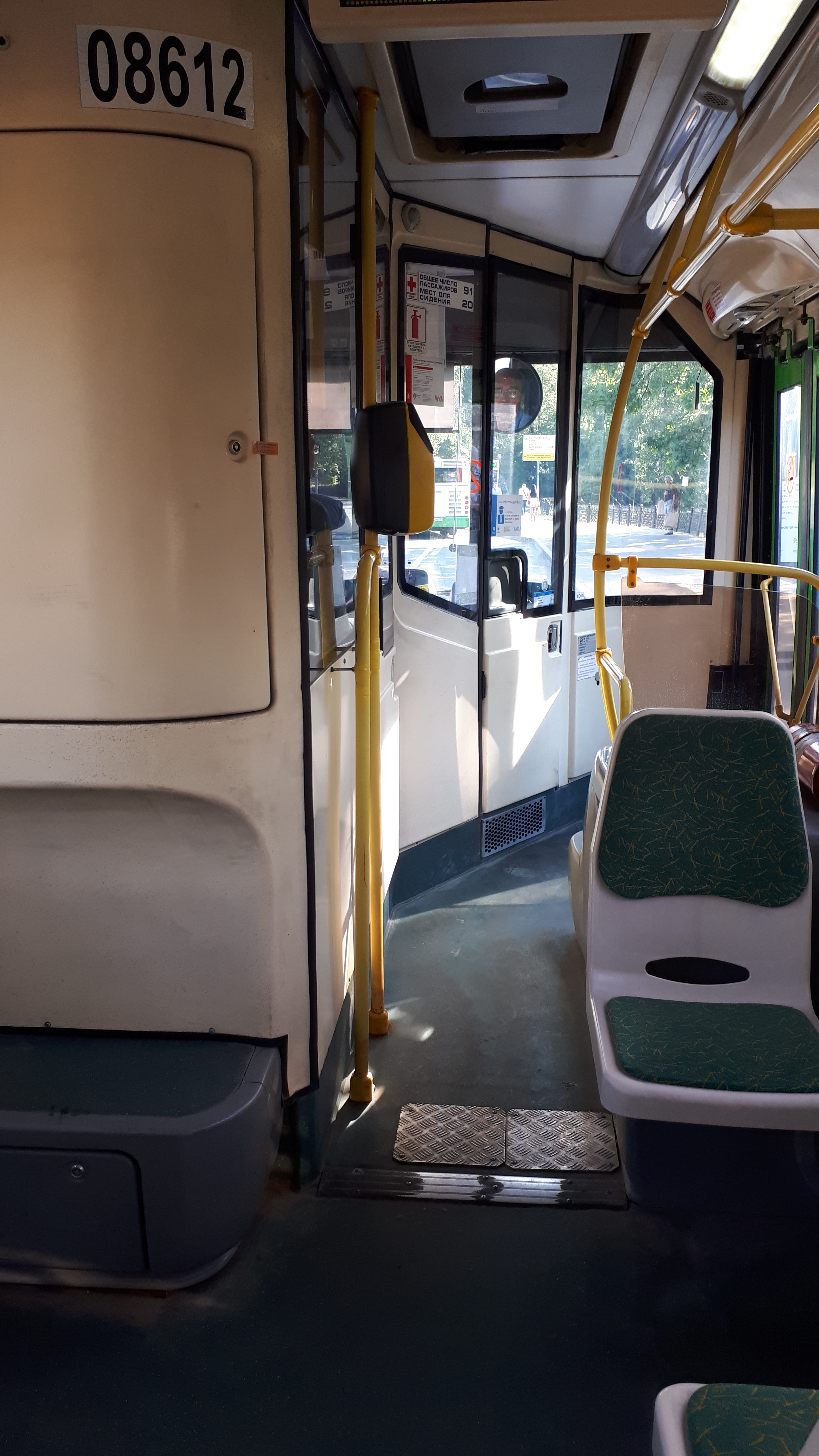
Навчальна кабіна.

ЛіАЗ 5292 являє собою коротку версію зчленованого міського автобуса ЛіАЗ 6213, наступника ЛіАЗ 6212. Цей автобус добре пристосований для роботи на міських маршрутах з великим пасажирообігом. Порівняно з ЛіАЗ 5256, автобус виріс майже на пів метра, його довжина становить рівно дванадцять метрів, у висоту автобус на два сантиметри вищий, ніж його довга версія 6213 — 2.9 метри, хоча, не зважаючи на меншу висоту, ніж у більшості європейських автобусів, на висоті салону та комфорті пасажирів це не позначається. Кузов ЛіАЗ 5292 одноланковий, тримальний, вагонного компонування; елементи, дизайн та обладнання кузова цього автобуса не змінюються впродовж його випусків, ззовні автобус має чимало подібностей зі своїм довгим аналогом ЛіАЗ 6213. Кузов автобуса повністю оброблений антикорозійним покриттям, обшивка кузова зроблена з суцільнотягненого листа неіржавкої сталі; усе це значно підвищує ресурс роботи кузова (у цьому випадку — не менше ніж 12 років роботи); міцність силового агрегату також збільшена; через таке покриття, обшивка автобуса дуже блискуча, сам дизайн автобуса дуже сучасний. Передок автобуса ззовні не має відмінностей від ЛіАЗ 6213. Фари автобуса вже не одинарні й квадратні, як у 5256, а округлі та парні; 4 освітніх фари оснащуються лінзовим склінням, від чого значно збільшується їхня далекоглядність; протитуманні фари вмонтовані у бампер, вони менші, ніж у ЛіАЗ 5256, округлі, як і освітні. Бампер автобуса зварний, чіткоокреслений, він повністю зварений з кузовом, тому не випирає за габарити автобуса, на ньому розташовується серійний номер ЛіАЗа. Емблема Лікінського автобусного заводу розташована між фарами, над бампером. Вітрове скло цього автобуса стало набагато вищим, аніж у ЛіАЗ 5256, хоч і залишилося розділеним. Лобове вікно розділено надвоє, склоочисники переміщаються за допомогою тягових важелів; вітрове скло автобуса злегка вигнуте і загнуте по краях, зверху частково затоноване; в автобуса є бачки для промивання скла піною, що розташовуються трохи нижче за вітрове вікно. Зверху розташовується передній маршрутовказівник автобуса. ЛіАЗ 5292 має електронні табло, щоправда, не суцільні, кожен символ, цифра або літера розміщується в окремій клітинці. Окрім переднього маршрутовказівника, автобус має електронні табло з правого боку і на задній панелі. «Вухасті» бокові дзеркала зовнішнього автобуса сферичні, самі дзеркала можуть повертатися уздовж осі, пристрої цільні й звішуються з даху автобуса у стилі «вуха зайця». Завдяки лінзовому склінню головних габаритних вогнів, автобус добре видно у темну пору доби, тому він стає добре видимий для пасажирів уночі. Автобус ЛіАЗ 5292 це двовісна модель, колеса автобуса можуть бути як дисковими, так і радіанними. Задня панель автобуса виглядає у точності, як і у ЛіАЗ 6213; заднє скло автобуса заварене; задній бампер автобуса теж заварний і майже не випирає за габарити автобуса; що ж до світлотехніки, то окрім звичайного комплекту фар, є подвійні габаритні лампи на даху автобуса; задній маршрутовказівник автобуса менший, аніж 2 спереду і показує лише номер маршруту. Мотовідсік автобуса розташовується на задньому звисі (задня панель), двигун займає увесь задній ряд автобуса, тому там відсутні сидячі місця, оскільки автобус низькопідлоговий, під підлогу двигун неможливо встановити. Автобус комплектується німецьким двигуном MAN D8036, який має потужність у 180 кіловатів (245 кінських сил). Як і його довга версія, автобус ЛіАЗ 5292 відповідає екологічним нормам Euro-3. Підвіска автобуса пневматично-важільна (як у низькопідлогового), що забезпечує плавний розгін та гальмування у русі, а також нівелює дефекти дорожного покриття. Мости автобуса ZF, портального типу. Гальмівна система автобуса представлена основним пневматичним двоконтурним гальмом, додатковий триступінчастий гідросповільнювач, механічне гальмо, аварійне гальмо (незалежний від інших пневмоконтур); також є антиблокувальна система ABS. Основна перевага цього автобуса, яку слід зазначити, це низький рівень підлоги салону (34 сантиметри до поверхні дороги), що дуже доречне при перевезенні маломобільних груп громадян, як пенсіонерів або інвалідів. До салону автобуса ведуть 3 двопілкові двері, поворотно-зсувного типу, однак у них є один нюанс, що пізніше використовується на довгій версії — ЛіАЗ 6213; це двопілкові двері, що відкриваються паралельно до кузова, тим самим збільшуючи простір входу пасажирів; двері такого типу у цього автобуса є лише середні, проте передні та задні у своїй ширині нічим не поступаються, ширина входу — 1 метр 28 сантиметрів; двері також мають систему протизащемлення пасажирів (тобто при миттєвому контакті дверей з чимось матеріальним, це може бути, наприклад, сумка, двері автоматично відкриваються знову). Підлога автобуса біля дверей обита металевим «порогом», настил підлоги автобуса з суцільнотягненого листа лінолеуму; загалом, дизайн салону автобуса має кілька відмінностей від ЛіАЗ 6213. Висота салону, не зважаючи на загальну висоту 290 сантиметрів, становить 230 сантиметрів, що є дуже зручним для людей високого зросту. Поручні автобуса тонкого типу; горизонтальні поручні розташовані по усій довжині слону з обох боків, окрім дверних отворів; також горизонтальні поручні зверху мають пластикові ручки-тримачі для забезпечення ще більшого комфорту (це дуже зручно для людей невисокого зросту). Вертикальних поручнів більше у задній частині салону та на збірному майданчику, на них можуть розташовуватися кнопки виклику до водія або електронні компостувальні апарати для талонів. Сидячих місць у цього автобуса стало іще менше, аніж у ЛіАЗ 5256, у якого їх було 23 (при довжині 11.4 метра), у цього автобуса їх і узагалі 20, зменшення їх кількості обумовлене плануванням розташовання двигуна у низькопідлоговому автобусі (цікавий факт, що у 6213 моделі задній ряд теж відсутній), не зважаючи на невелику кількість сидячих місць, сама пасажиромісткість автобуса з нормальних 100 (для 12-метрових автобусів) виростає до 112 пасажирів. Сидячі місця автобуса м'які або рідше напівм'які (це залежить від замовлення), зроблені з синтетичних матеріалів, на кожному з сидінь є ручка-тримач для стоячих пасажирів. Навпроти середніх дверей, є спеціальна збірний майданчик, що обладнана для перевезення пасажирів у інвалідних візках, окрім цього, є усе необхідне для цього. Навпроти середніх дверей є спеціальний висувний металевий пандус, що розкладається вручну, він здатен витримати дорослу людину у візку. На збірному майданчику є 2 (а не 1) спеціально відведених місця для візочків та сидячі місця для інвалідів з ременями безпеки, крім цього є і кнопки виклику до водія. Бокові вікна автобуса цільні, затоновані чорним або коричневим кольором. Вентиляція у салоні відбувається шляхом зсувних кватирок на бокових вікнах, а також через люки на даху. Підсвітка у темну пору доби виконується за допомогою плафонових світильників на даху салону. Опалення салону рідинне, з опалювачем Ебершпехер (нім. Eberspάcher). Перевагою планування автобуса є відсутність тісноти у задній частині салоні (через зменшення кількості сидінь) і біля передніх дверей (через коротшу кабіну водія). Кабіна водія відокремлена від салону короткою перегородкою та не має окремої двері входу/виходу через передню пілку передніх дверей, до/з кабіни ведуть спеціальні двері з салону. Планування приладів та іншого обладнання у кабіні водія дуже подібне до ЛіАЗ 6213; у кабіні обов'язкові вогнегасник та аптечка. Приладова панель автобуса півкругла, у стилі «торпедо». Клавіші розташовуються по боках приладової панелі, оскільки двері входу/виходу зліва немає, декілька приладів знаходяться і на допоміжній панелі. Кнопки керування передачами (автомат) розташовуються на правій частині приладової панелі справа. Показникові прилади розташовані посередині. Більшість допоміжних з'єднані в один великий циферблат з різноманітними показами. Тахометр розташовується лівіше від об'єднаного циферблату. Лівіше розташовується спідометр з оранжевою стрілкою на 125 км/год (однак такої швидкості автобус не розвиває). Клавіша включення аварійної сигналізації розташовується над спідометром. Сидіння водія комфортабельне, відповідає усім ергономічним вимогам, крісло з підресорами, контролюється у ширину і глибину залежно від фізичних параметрів водія. Сучасного електронного табло контролю за станом автобуса у ЛіАЗ 5292 немає, замість цього є панель з позначками стану. У ЛіАЗ 5292 шестиступінчаста автоматична коробка передач ZF, тому керування рухом автобуса відбувається за допомогою двох керівних педалей — акселератора («газ») та сповільнення («гальмо»). Кермо автобуса ЛіАЗ 5292 ZF 8098 Servocom з гідропідсилювачем; максимальний контроль водію за ситуацією на дорозі позаду забезпечують «вухасті» бокові дзеркала зовнішнього виду. Окрім цього, у кабіні водія є ще дві цікаві деталі: ремінь безпеки на кріслі водія, а також радіо на допоміжній приладовій панелі. По динамічних характеристиках автобус не поступається ЛіАЗ 6213, контрольні витрати пального цього автобуса становлять 25 літрів на 100 кілометрів, а максимальна швидкість руху — 90 км/год.

## Технічні характеристики
| ЛіАЗ 5292                                 | ЛіАЗ 5292                                                      |
| ----------------------------------------- | -------------------------------------------------------------- |
| Загальні дані                             |                                                                |
| Модель                                    | ЛіАЗ 5292                                                      |
| Випускається з, рік                       | 2004                                                           |
| Подібні автобуси у модельному ряді (ЛіАЗ) | ЛіАЗ 6212, ЛіАЗ 5256, ЛіАЗ 6213 («довга» версія)               |
| Кількість випущених екземплярів, штук     | понад 180 штук                                                 |
| Призначення                               | міський автобус                                                |
| Кузов                                     |                                                                |
| Описання кузова                           | одноланковий тридверний, тримальний, вагонного компонування    |
| Строк служби кузова, не менше ніж, роки   | 12                                                             |
| Габарити й елементи ззовні                |                                                                |
| Довжина кузова, мм                        | 12000                                                          |
| Ширина по молдінгу, мм                    | 2500                                                           |
| Висота, мм                                | 2900                                                           |
| Колісна база, мм                          | 6220                                                           |
| Дорожній просвіт, мм                      | 152                                                            |
| Мінімальний радіус повороту, м            | 11.5                                                           |
| Споряджена маса, кг                       | 12400                                                          |
| Повна маса, кг                            | 18200                                                          |
| Фари (передок)                            | 6 4+2 протитуманні з лінзовим склінням                         |
| Бокові дзеркала зовнішнього виду          | сферичні у стилі «вуха зайця»                                  |
| Лобове скло                               | роздільне, гнуте, безколірне                                   |
| Маршрутовказівники                        | електронні табло зверху лобового стекла або у кабіні           |
| Розташування мотовідсіку                  | задній звис (задок)                                            |
| Передній звис, мм                         | 2650                                                           |
| Задній звис, мм                           | 3380                                                           |
| Шасі й гальмівні системи                  |                                                                |
| Тип мостів                                | ZF портальні                                                   |
| Підвіска                                  | пневматично-важільна                                           |
| Колеса/осі                                | радіанні/2, 4×2                                                |
| Гальмівні механізми                       | барабанного типу                                               |
| Основне (робоче) гальмо                   | пневматична, двоконтурна, з енергоакумуляторами заднього моста |
| Зупинне гальмо                            | механічний з енергоакумулятором                                |
| Додаткове гальмо                          | триступінчастий гідросповільнювач                              |
| Аварійне гальмо                           | незалежний пневмоконтур                                        |
| ABS                                       | наявна                                                         |
| Салон і місце водія                       |                                                                |
| Двері до салону                           | 3 двопілкові з розвинутим склінням і системою протизащемлення  |
| Висота підлоги, см                        | 34 (низькопідлоговий)                                          |
| Настил підлоги                            | лінолеум, залізні пороги                                       |
| Поручні                                   | тонкого типу, горизонтальні з пластиковими ручками (див. опис) |
| Сидіння                                   | напівм'які або м'які, синтетичні, роздільного типу             |
| Підсвітка у салоні                        | плафонові світильники на даху                                  |
| Вікна                                     | безпечні, клеєні, тоновані                                     |
| Опалення у салоні                         | рідинне з підігрівачем Ебершпехер                              |
| Вентиляція у салоні                       | через люки й зсувні кватирки                                   |
| Кількість сидячих місць, шт               | 20                                                             |
| Повна пасажиромісткість, чол.             | 112                                                            |
| Висота салону, см                         | 230                                                            |
| Кабіна водія                              | відокремлена від салону перегородкою                           |
| Приладова панель                          | з пластмаси                                                    |
| Рульове керування                         | ZF 8098 Servocom гідропідсилювачем                             |
| Коробка передач                           |                                                                |
| Тип КПП                                   | автоматична                                                    |
| Модель КПП                                | ZF                                                             |
| Кількість ступенів КПП                    | 6                                                              |
| Двигун                                    |                                                                |
| Тип                                       | дизельний                                                      |
| Назва двигуна                             | MAN-D0836                                                      |
| Потужність, кіловат                       | 180                                                            |
| Обертальний момент, Нм                    | 975 при 1300—1700 об/хв                                        |
| Місткість паливного бака, літри           | 180                                                            |
| Число циліндрів, штук                     | 6                                                              |
| Робочий об'єм, літри                      | 6.874 літри                                                    |
| Відповідність екологічним нормам          | Euro-3                                                         |
| Максимальна швидкість, км/год             | 90                                                             |